# برنهارد مان
برنهارد مان (بالألمانية: Bernhard Mann)‏ هو عالم اجتماع وكاتب وسياسي ألماني، ولد في 3 ديسمبر 1950 في ألمانيا. حزبياً، نشط في الحزب الديمقراطي الاجتماعي الألماني.